# Jaume Bonaterra i Dabau
Jaume Bonaterra i Dabau (Vilajuïga, Alt Empordà, 13 de juny de 1898 - 24 d'octubre de 1985) va ser compositor de sardanes. Sota el Mas Ventós, la seva obra més coneguda, és una de les sardanes més populars de tots els temps.
La primera instrucció musical la rebé del seu pare, fiscornaire en una cobla de Castelló d'Empúries. Als setze anys començà els estudis de piano i composició amb el mestre figuerenc Josep Passolas i Coderch (autor de les sardanes Ecos de l'Empordà, Enyorança, Heroica, Pastoral, Plany, Queixa amorosa i Sardana infantil), i també estudià violí amb Bonaventura Daró. Bonaterra va tocar a l'orquestrina de Vilajuïga, dirigí el cor parroquial, i durant seixanta anys fou l'organista de l'església parroquial. Ensems també feia de professor i entre els seus alumnes tingué a Antolín Cardoner Tubert.
Les seves sardanes, musicalment senzilles, són força engrescadores per als dansaires. Algunes de les que li han portat més renom són, a banda de Sota el Mas Ventós, Aurèlia, Roca Ventosa, Sota el sol de Catalunya, Vents de Carroig. Va escriure més de 250 sardanes.

## Sardanes (selecció)
- A la patrona de l'Empordà (1958), obligada de tenora i tible
- Aires de Rubí (1979), obligada de trompeta
- L'aplec de Roses (1959)
- Ara xerrarem (1965), obligada de tenora i tible
- Aurèlia (1944), obligada de tenora i tible
- La cabra d'or (1919), primera sardana, composta a l'Àfrica mentre hi feia el soldat, basada en la llegenda de Quermançó
- El castell de Quermançó (1924)
- Els claustres de Sant Domènec (1975)
- Elvireta (1929), obligada de tible, dedicada a la seva mare
- Enyorada barretina (1972)
- Fent parella (1949), obligada de tenora i tible
- La font de la Teula (1927), amb lletra d'André Tey i Garriga, de la qual se'n conserva un exemplar al fons TomR (Fons Pere Rigau del Museu de la Mediterrània de Torroella de Montgrí.[2]
- La font del Mont Perdut (1959)
- Gatzara de festa (1955), obligada de tenora i tible
- Maria Estrella (1970)
- Mestre Pep (1975), dedicada a en Pep Ventura
- Mirades que parlen (1963)
- Nosaltres dos (1961), obligada de tible i fiscorn
- Prec a la Moreneta (1974), amb lletra de Jaume Quintana i Llauneta
- Refilets a Vilajuïga (1967), obligada de tenora
- Retornant a la pàtria (1919)
- Roca Ventosa (1960)
- La sardana de les barques (1974), amb lletra de Jaume Quintana i Llauneta
- Selva de Mar (1975), lletra de Jaume Quintana i Llauneta
- Sota el Mas Ventós (1955), lletra d'Antoni Vives i Batlle
- Sota el sol de Catalunya (1932)
- La sureda fosca (1925), amb lletra d'André Tey i Garriga
- Les tres fonts (1974), amb lletra de Jaume Quintana i Llauneta
- Una de balladora (1975)
- Ventolina (1979)
- Vents de Carroig (1976)
- Vilajuïga florida (1974)

## Altres obres
- Pampireña: ranchera (1961).